# Urocitellus columbianus
Espèce
Statut de conservation UICN

 LC  : Préoccupation mineure
Urocitellus columbianus ou Spermophile de Columbia est une espèce de rongeur de la famille des Sciuridés. Elle est présente au Canada et aux États-Unis.